# Claude Gasnal
Claude Gasnal (Le Mans, 12 febbraio 1949 – 11 agosto 2025) è stato un cestista francese.

## Carriera
Con la Francia disputò due edizioni dei Campionati europei (1971, 1973).

## Palmarès
- Campionato francese: 2

Le Mans: 1977-78, 1978-79